# Freundschaftstempel
De Freundschaftstempel is een kleine ronde tempel gelegen in het park van slot Sanssouci in de Duitse stad Potsdam. De tempel werd gebouwd in de periode 1768-1770, in opdracht van koning Frederik de Grote van Pruisen ter nagedachtenis aan zijn in 1758 gestorven zuster Wilhelmina van Bayreuth. Het paviljoen werd gebouwd door Carl von Gontard, met als voorbeeld de Apollotempel in de Amaltheagarten te Neuruppin. In het paviljoen is een beeld van Wilhelmina van Bayreuth geplaatst dat afkomstig was van de beeldhouwers en broers Johann David Räntz en Johann Lorenz Wilhelm Räntz, die een schilderij van Antoine Pesne als voorbeeld gebruikten.
Dit object is onderdeel van het ensemble paleizen en parken van Potsdam en Berlijn dat in 1990, 1992 en 1999 in drie fasen op de werelderfgoedlijst van de UNESCO is geplaatst. Andere items ervan zijn:
De Russische kolonie Alexandrowka · 
De Antieke Tempel · 
Het Slot Babelsberg · 
Het Babelsbergpark · 
De Belvédère op de Pfingstberg · 
 De Belvédère van Sanssouci · 
De Bildergalerie · 
Slot Cecilienhof · 
Slot Charlottenhof · 
Het Chinese theehuis · 
 Het Drakenhuis · 
Het Glienickepark · 
Het Jachtslot Glienicke · 
Het Slot Glienicke · 
 Het keizerlijk station van Potsdam · 
Het Marmerpaleis · 
De Neptunusgrotte · 
Het Nieuwe paleis · 
De Nieuwe Tuin · 
De Nieuwe Vertrekken · 
De blokhut Nikolskoë · 
Het Oranjerieslot · 
Het Pauweneiland · 
De Sint-Petrus-en-Pauluskerk van Nikolskoë · 
De Pomonatempel · 
De Romeinse baden · 
Slot Sanssouci · 
Slot Sacrow · 
 De Verlosserkerk van Sacrow · 
De Vredeskerk · 
De vriendschapstempel